# Johann Bossi
Johann Bossi auch in der Namensvariante Johann Bossi-Furger (* 26. April 1874 in Triest; † 19. April 1956 in Chur); heimatberechtigt in Alvaschein sowie Surava, war ein Schweizer Politiker (KVP).

## Leben

### Familie und Beruf
Der katholisch getaufte, in Triest geborene Johann Bossi, Sohn des Hoteliers Johann Bossi senior, besuchte die Dorfschule in Surava, anschliessend Mittelschulen im südtirolerischen Meran und in Freiburg. Nach dem Erwerb der Maturität nahm er das Studium der Rechtswissenschaften an den Universitäten Bern, Berlin sowie Freiburg auf, das er 1900 mit der Promotion zum Dr. iur. abschloss. Er leitete in der Folge seit 1903 eine Anwaltskanzlei in Chur.
Johann Bossi war mit der Valserin Antonia, Tochter des Kaufmanns Alois Furger, verheiratet. Er verstarb im April 1956 eine Woche vor Vollendung seines 82. Lebensjahres in Chur.

### Politischer Werdegang
Johann Bossi, zunächst Mitglied der Katholisch-Konservativen, seit ihrer Gründung im Jahre 1912 der Schweizerischen Konservativen Volkspartei (KVP), wurde 1905 als Vertreter des Kreises Alvaschein in den Bündner Grossen Rat gewählt, dem er im Wahljahr 1912/13 als Standespräsident vorstand. 1915 wechselte er in der Nachfolge von Alois Steinhauser in den Kleinen Rat, dort übernahm er das Finanz- und Militärdepartement. In Johann Bossis regierungsrätliche Amtszeit fiel die abschliessende Beratung sowie der Vollzug des Steuergesetzes vom Jahre 1918, aber auch der Generalstreik von 1918, der Wellen bis nach Graubünden warf. 1919 wurde er in der Nachfolge des zurückgetretenen Johann Schmid in den Nationalrat gewählt, in dem er bis 1943 einsass. Bossi, der 1920 nach einem Losentscheid aus der Regierung ausscheiden musste, war im Anschluss auf kantonaler Ebene von 1921 bis 1923 sowie 1931 bis 1949 wieder im Bündner Grossen Rat vertreten.
Johann Bossi präsidierte darüber hinaus die Bündner konservativ-demokratische Partei von 1909 bis 1915, 1920 bis 1923 sowie 1930 bis 1942. In den Jahren 1920 bis 1940 war er im Parteiausschuss der Schweizerischen Konservativen Volkspartei vertreten.
Johann Bossi nahm verschiedene Verwaltungsratsmandate wahr, unter anderem bei der Rhätischen Bahn und der AG Bündner Kraftwerke. Der renommierte konservative Politiker Bossi engagierte sich im Pressewesen, darunter für das Bündner Tagblatt, und in kirchlichen Gremien, darunter im Corpus catholicum.